# Stensjön (Hällefors socken, Västmanland, 665002-143503)
Stensjön är en sjö i Hällefors kommun i Västmanland och ingår i Göta älvs huvudavrinningsområde. Sjön har en area på 0,475 kvadratkilometer och ligger 248,3 meter över havet. Sjön avvattnas av vattendraget Lövsjöälven.

## Delavrinningsområde
Stensjön ingår i det delavrinningsområde (665053-143534) som SMHI kallar för Inloppet i Lövsjön. Medelhöjden är 261 meter över havet och ytan är 7,13 kvadratkilometer. Det finns inga avrinningsområden uppströms utan avrinningsområdet är högsta punkten. Lövsjöälven som avvattnar avrinningsområdet har biflödesordning 4, vilket innebär att vattnet flödar genom totalt 4 vattendrag innan det når havet efter 385 kilometer. Avrinningsområdet består mestadels av skog (69 procent) och sankmarker (11 procent). Avrinningsområdet har 0,67 kvadratkilometer vattenytor vilket ger det en sjöprocent på 9,4 procent.